# Zindanmuruq
Zindanmuruq è un comune dell'Azerbaigian situato nel distretto di Qusar. Conta una popolazione di 705 abitanti.